# Kro (cómic)
Kro (a veces conocido como el Señor de la Guerra Kro) es un supervillano ficticio que aparece en los cómics estadounidenses publicados por Marvel Comics.
Kro hizo su debut en la película del Universo cinematográfico de Marvel Eternals (2021), con la voz de Bill Skarsgård y será el villano de los  Eternos.

## Historial de publicaciones
Creado por Jack Kirby, Kro apareció por primera vez en Eternals vol. 1 # 1 (julio de 1976).
El personaje apareció posteriormente en Eternals volúmenes 1 (1976) y 2 (1985), También apareció en Thor vol.1.#285-286,Iron Man Annual #6 (1983), Quasar #12 (julio de 1990), Eternals: The Herod Factor #1 (noviembre de 1991), The Avengers #370-371 (enero–febrero de 1994), Fantastic Four Unlimited #10 (julio de 1995), Heroes for Hire #5-7 (1997) The Avengers Vol. 2 #45 (octubre de 2001), #49 (febrero de 2002), y Thor: the Deviants Saga #2-5 (2012).
Kro recibió una entrada en el Manual oficial original del Universo Marvel n.°6 y en el Manual oficial del Universo Marvel Edición Deluxe n.°7, y en el Nuevo Manual oficial del Universo Marvel de la A a la Z: Actualización n.°3 (2007).

## Biografía ficticia
En el Universo Marvel, Kro es un líder militar y, a veces, actúa como líder de la raza Deviants, una rama evolutiva de la raza humana creada por los Celestiales. Es uno de los primeros Desviantes de la Tierra creados. Además de ser un cambiaformas, es inmortal. Él oculta esto a sus compañeros Deviants pretendiendo ser una larga línea de padres / hijos. También oculta a los Deviants su relación intermitente de larga data (100.000 años) con Thena, líder de los Eternos y madre de sus hijos gemelos, Donald y Deborah Ritter. Esta relación se deshace durante el transcurso de la historia.
En el pasado, Kro se ha disfrazado de Diablo para intentar influir o asustar a los humanos. Su control sobre sus propias moléculas lo vuelve inmune a las manipulaciones genéticas de Ghaur.
En el advenimiento de la era heroica, Kro atacó Nueva York, tratando de incitar el miedo en la población humana al juicio celestial entrante. Luchó contra los Eternos y acordó una tregua con su antigua amante Thena, mostrándose al mundo moderno. Trató de reconciliarse con Thena, llevándola a la Ciudad de los Sapos de Lemuria. Fue tratada como realeza, pero se horrorizó con muchas de las prácticas de los Deviants, como la purga de los monstruosos Deviants y las luchas de Gladiadores a muerte. Ella tomó a los gladiadores Deviants Ramsak y Karkas, y huyó de Lemuria, dejando a Kro enojado. Lucha contra el dios asgardiano Thor, cuando fue a la ciudad Deviant bajo Nueva York, para rescatar a algunos de los Eternos. Kro fue dejado atrás por el hermano Tode, quien escapó en una cápsula voladora. Kro también participó en el asalto imprudente en Olimpia. La aristocracia del Deviant, liderada por el hermano Tode, secuestró a los Eternos y pretendía desintegrarlos. Kro intentó salvar a Thena, pero ella lo rechazó de nuevo. El héroe Iron Man (James Rhodes) rescató a los Eternos y los ayudó a derrotar la invasión Deviant. Luego, los Eternos transformaron la aristocracia de los Deviants en un cubo sintético, matándolos. Thena salvó a Kro, y él fue el único sobreviviente del fallido ataque.
Después de la muerte del hermano Tode, Kro regresó a Lemuria y se convirtió en un monarca mascarón de proa de los Deviants. Tuvo una lucha de poder con el lord sacerdote Ghaur, quien ahora decidió tomar el poder de facto. Kro atacó a los Eternos una vez más con su armada gigante. Sin embargo, Ikaris y Makkari derrotó a los Deviants. Kro fue traicionado por algunos agentes de Ghaur y escapó. Se unió a Thena y ambos huían de los Deviants y los Eternos. Finalmente, Ikaris los encontró y reemplazó a Thenas como Prime Eterno después de una ceremonia. Ghaur intentó tomar el poder del Soñador Celestial y fue detenido por los Vengadores y los Eternos. Después de la desintegración de Ghaur, Kro permaneció como líder único de los Deviants. Tuvo otra disputa con Thena, cuando reveló que la estaba influenciando con un nuevo tipo de mina de cerebro. Kro también acordó una tregua con Ikaris. Actuaba como monarca cuando Quasar llegó a Lemuria, y estaba organizando combates de gladiadores. Algún tiempo después, Kro se deprimió por la pérdida de Thena y abdicó del trono para buscarla nuevamente. La localizó a ella y a sus hijos gemelos, Donald y Deborah Ritter, concebidos mucho antes de su ataque en Nueva York. Juntos, terminaron con la tiranía del hermano Visara en Lemuria y se unieron como familia. Kro también fue el fundador del equipo de Deviant Delta Network, incluidos algunos Deviants heroicos como Ramsak, Karkas y sus propios hijos. Los dirigió en un intento por rescatar a los Vengadores de un resucitado Ghaur. Kro y Thena buscaron a sus hijos cuando fueron capturados por el villano Maelstrom. Cuando el sacerdote loco Ghaur intentó formar un Anti-Mente, en su plan para luchar contra los Celestiales, y capturó a los Ritters y Thena, Kro lideró a su facción Deviant para rescatar a sus hijos y a su amante. Sin embargo, fue superado por el poder de Ghaur y mantuvo la lucha contra Ghaur mientras su familia escapaba.
Kro y Ghaur formaron una facción conflictiva y mantuvieron la lucha por el poder en Deviant Lemuria. El mundo exterior no sabía quién estaba a cargo. Kro todavía era reconocido como el monarca formal en la ONU y se opuso al ataque de Pantera Negra y Wakanda contra su nación. Cuando los Vengadores derrotaron a algunos miembros de la tribu Deviants, los transfirieron al control de Kro, ya que él era el Rey Deviant en ese momento.
Mucho más tarde, una plaga devastó Lemuria, los varones Deviants se volvieron estériles y se produjo una lucha de poder entre Ereshkigal y Ghaur. Ghaur ganó cuando prometió a los desviados el regreso de la fertilidad con la ayuda del eterno Phastos secuestrado. Kro estaba actuando al margen como general y fue él quien atacó a la desprotegida Olimpia, trayendo la máquina de resurrección eterna y Phastos a Lemuria. El dios asgardiano Thor rescató a Phastos y luchó contra Ghaur. Kro mantuvo la intriga contra Ghaur y se acercó a Ereshkigal. Activó la piedra Asgardiana Unbiding que ella había robado, pero se salió de control, amenazando toda la realidad. Cuando Thor destruyó la piedra, Ghaur y Ereshkigal desaparecieron y Kro se quedó liderando a los Deviants. Lamentó el incidente y le dijo a Thor que había abandonado sus ambiciones.

## Poderes y habilidades
A pesar de su herencia Deviant, Kro posee una serie de rasgos sobrehumanos característicos de un Eterno. Kro mantiene un control mental virtualmente inquebrantable sobre los procesos y la estructura de su cuerpo incluso cuando está dormido o inconsciente. Como resultado, Kro tiene una vida útil que ya ha durado más de 100.000 años y es inmune a las enfermedades y al envejecimiento. Su control mental sobre su cuerpo le permite mantener una condición física vigorosa y juvenil. Kro no es tan indestructible como los Eternos. (Por ejemplo, Ikaris estuvo a punto de matar a Kro una vez por estrangulamiento). Pero si bien la fuerza suficiente puede matar a Kro, puede usar su control mental sobre su cuerpo para curarse después de ser herido.
Kro también posee el poder de la maleabilidad física, lo cual es atípico para un Desviado. A voluntad, puede hacer que la mayor parte del tejido de su cuerpo se vuelva flexible, lo que le permite moldearlo mentalmente como masilla en diferentes configuraciones. Una vez que el tejido se fija en una forma alterada, Kro solo tiene que dejar de concentrarse y su cuerpo retendrá esa forma hasta el momento en que se concentre en cambiarla nuevamente. Esta habilidad le permite disfrazarse y tomar la apariencia de los demás (con ayuda cosmética para el color de la piel, el vello corporal, etc.). Una de las estratagemas favoritas de Kro es hacerse pasar por un demonio entre la humanidad ordinaria al hacer cuernos en su cabeza.
Sin embargo, los poderes de cambio de forma de Kro son limitados. No puede alterar la forma de su esqueleto más que en formas menores. Además, no puede eliminar nada de su masa mientras se transforma; sólo puede redistribuir sus 320 libras de peso. Por lo tanto, generalmente solo usa su poder de cambio de forma para alterar sus rasgos faciales. Puede moldear mentalmente la forma de su cráneo de alguna manera.
Kro tiene aproximadamente tres veces la resistencia física de un atleta humano común. Su corazón no está ubicado en el mismo lugar que el de un ser humano común; su verdadera ubicación no se ha revelado.

## En otros medios

### Película
- Kro está listo para hacer su debut cinematográfico en la próxima película Eternals (2021), ambientada en el Universo Cinematográfico de Marvel, con la voz de Bill Skarsgård.[18]Esta versión fue anteriormente el líder de los Deviants y fue congelado en hielo durante un ataque a la Tierra milenios antes. En la actualidad, él y varios otros Deviants son liberados después de que el hielo se derrite y reanuda su ataque a la Tierra, obteniendo mayor poder e inteligencia, así como una forma más humanoide después de absorber el poder de varios Eternos. Al final, el es asesinado por Thena después de no poder absorber su poder.

## Lectura adicional
- The Eternal #4 - #6 (2004)